# باشگاه والیبال نوشیدنی شمس
باشگاه والیبال نوشیدنی شمس مازندران یک باشگاه والیبال ایرانی است؛ که در آمل تأسیس شد و در شهریار استقرار دارد. این باشگاه در سال ۱۳۹۳ جایگزین باشگاه والیبال کاله مازندران در لیگ برتر والیبال ایران شد اما پس از آغاز لیگ انصراف داد، اما در سال ۱۳۹۶ با تیم بازیکنان تیم ملی والیبال نوجوانان ایران در لیگ برتر شرکت کرد. نوشیدنی شمس یکی از محصولات شرکت کاسل نوش، زیر مجموعه گروه صنایع غذایی هلدینگ سولیکو است.